# Football Club Fondi 2010-2011
Questa voce raccoglie le informazioni riguardanti il Football Club Fondi nelle competizioni ufficiali della stagione 2010-2011.

## Rosa
| N. |                   | Ruolo | Calciatore             |
| -- | ----------------- | ----- | ---------------------- |
| -  | Italia (bandiera) | A     | Marco Agostinelli      |
| -  | Italia (bandiera) | C     | Fabio Marzio Alleruzzo |
| -  | Italia (bandiera) | D     | Domenico Bombara       |
| -  | Italia (bandiera) | P     | Ivan Cacchioli         |
| -  | Italia (bandiera) | A     | Riccardo Capogna       |
| -  | Italia (bandiera) | P     | Matteo Cerretti        |
| -  | Italia (bandiera) | A     | Stefano Crisci         |
| -  | Italia (bandiera) | C     | Carmine Cuccinello     |
| -  | Italia (bandiera) | D     | Enea Dionisio          |
| -  | Italia (bandiera) | D     | Carmelo Di Paola       |
| -  | Italia (bandiera) | A     | Fernando Di Trocchio   |
| -  | Italia (bandiera) | D     | Mario D'Urso           |
| -  | Italia (bandiera) | D     | Raffaele Gambuzza      |
| -  | Italia (bandiera) | C     | Matteo Gaudiano        |
| -  | Italia (bandiera) | A     | Giancarlo Improta      |

| N. |                   | Ruolo | Calciatore            |
| -- | ----------------- | ----- | --------------------- |
| -  | Italia (bandiera) | C     | Alessandro La Vecchia |
| -  | Italia (bandiera) | C     | Gennaro Marigliano    |
| -  | Italia (bandiera) | A     | Samuele Marinucci     |
| -  | Italia (bandiera) | C     | Mario Merlonghi       |
| -  | Italia (bandiera) | P     | Pasquale Mezzacapo    |
| -  | Italia (bandiera) | C     | Matteo Ciro Oliviero  |
| -  | Italia (bandiera) | D     | Leonardo Panella      |
| -  | Italia (bandiera) | C     | Ludovico Paparello    |
| -  | Italia (bandiera) | C     | Raffaele Pirozzi      |
| -  | Italia (bandiera) | C     | Marcello Quinto       |
| -  | Italia (bandiera) | C     | Stefano Rossini       |
| -  | Italia (bandiera) | C     | Nathan Schiavon       |
| -  | Italia (bandiera) | D     | Pietro Sportillo      |
| -  | Italia (bandiera) | C     | Sabato Vaccaro        |
| -  | Italia (bandiera) | C     | Ronny Valerio         |